# 루시아 모니스
아나 루시아 페헤이라 모니스(포르투갈어: Ana Lúcia Pereira Moniz, 1976년 9월 9일 ~ )는 포르투갈의 배우이자 가수이다.

## 출연 작품
- 리슨 (2020)
- 파티마의 기적 (2020)
- 한 여름의 꿈(영어판) (2005)
- 러브 액츄얼리 (2003)